# 钻石匕首奖
钻石匕首奖是英国犯罪小说作家协会颁发的一项奖项，旨在表彰那些在一生中对该类型小说做出杰出贡献的作家。
该奖项由卡地亚赞助，亦被叫做卡地亚钻石匕首奖。

## 获奖者
- 1986 –埃里克·安布勒[1]
- 1987 年——PD 詹姆斯
- 1988 –约翰·勒卡雷
- 1989 –迪克·弗朗西斯
- 1990 –朱利安·西蒙斯
- 1991 –露丝·伦德尔
- 1992 –莱斯利·查特里斯
- 1993 –埃利斯·彼得斯
- 1994 –迈克尔·吉尔伯特
- 1995 –雷金纳德·希尔
- 1996 – HRF 基廷
- 1997 –科林·德克斯特
- 1998 –艾德·麦克贝恩
- 1999 –玛格丽特·约克
- 2000 –彼得·洛夫西[1]
- 2001 –莱昂内尔·戴维森
- 2002 –萨拉·帕雷茨基
- 2003 –罗伯特·巴纳德
- 2004 年——劳伦斯·布洛克
- 2005 –伊恩·兰金
- 2006 –埃尔莫·伦纳德
- 2007 –约翰·哈维
- 2008 –苏·格拉夫顿
- 2009 –安德鲁·泰勒[2]
- 2010 –瓦尔·麦克德米德
- 2011 –林赛·戴维斯[3]
- 2012 –弗雷德里克·福赛思
- 2013 –李柴尔德[4]
- 2014 –西蒙·布雷特
- 2015 –凯瑟琳·艾尔德
- 2016 –彼得·詹姆斯
- 2017 –安·克利夫斯
- 2018 –迈克尔·康纳利
- 2019 –罗伯特·戈达德
- 2020 –马丁·爱德华兹[5]
- 2021 –玛蒂娜·科尔[6]
- 2022 – CJ 桑塞姆
- 2023 –沃尔特·莫斯利[7]